# Nicolae Neagu (scriitor)
Nicolae Neagu (n. 18 iulie 1931, în satul Ionești, Dâmbovița – d. 19 iunie 2009, Găești) a fost un medic și scriitor român.

## Biografia
Nicolae Neagu s-a născut pe 18 iulie 1931, la Ionești, județul Dâmbovița. A urmat școala primară la Doicești, iar liceul la Târgoviște și Găești. În anul 1956 a absolvit Facultatea de Medicină Generală din București. A lucrat doi ani ca medic în mediul rural, apoi ca medic radiolog la București și, în perioada 1973-1975, la Casablanca. A murit pe 19 iunie 2009, ucis în timpul unui jaf la vila sa din Găești.

## Activitatea literară
În 1962, debutează în revista Luceafărul, iar în 1967 îi apare primul volum, placheta De-a soarele. A fost un scriitor prolific, publicând versuri, romane și cărți pentru copii. Două dintre cărțile sale pentru copii au fost traduse în limbile germană și maghiară. A colaborat la numeroase reviste culturale și literare, a fost prezent cu interviuri sau versuri la radio și televiziune.

### Premii
- Premiul Asociației Scriitorilor din București (1980) pentru volumul de proză poetică Ninsoarea care ne trebuie
- Premiul Asociației Scriitorilor din București (1985) pentru volumul de versuri pentru copii În orașul Poc-în-Plic
- Premiul Academiei Române (1995) pentru romanul Iubirea ca o mânză neagră
- Premiul Opera Omnia al Societății Scriitorilor Târgovișteni (2007)
- Premiul pentru poezie al revistei Litere (2008)[necesită citare]

### Afilieri
- Membru al Uniunii Scriitorilor din România[1]
- Membru fondator al Societății Scriitorilor Târgovișteni[6]
- Membru al Societății Medicilor Scriitori și Publiciști din România (SMSPR)[7]

## Opera
Volume publicate:
- De-a soarele (versuri), Editura pentru Literatură, 1967
- Echilibru pînă în ploaia de octombrie (versuri), Editura Tineretului, 1969
- Poeme rococo, Editura Litera, 1970
- Erezii, Editura Cartea Românească, 1970
- Ninse colinele în amurg (versuri), Editura Cartea Românească, 1973
- Hibernale (versuri), Editura Cartea Românească, 1977
- Întoarce-te să mai vezi (povestiri), Editura Eminescu, 1977
- Înțelesul de pierdere, seara (roman), Editura Eminescu, 1979
- Ninsoarea care ne trebuie, Editura Ion Creangă, 1979
- Suvenire (versuri), Editura Eminescu, 1980
- Cabinet de familie (versuri), Editura Eminescu, 1981
- Filatelia și turismul, Ed. Sport-Turism, 1981 (colaborare cu Apostol Turbatu)
- Anonimul, de-aproape (roman), Editura Cartea Românească, 1982
- Purpură și iarbă (versuri), Editura Eminescu, 1983
- Hol a hó, télapó?, Editura Ion Creangă, 1983
- Somnul (roman), 1984
- Schnee, dich brauchen wir, Editura Ion Creangă, 1985
- În orașul Poc-în-Plic (versuri pentru copii), Editura Ion Creangă, 1985
- Soarele meu, imima mea (versuri), Editura Eminescu, 1986
- Cu mâna stângă (versuri), Editura Eminescu, 1987
- Inima (roman), Editura Eminescu, 1989
- Printre cărți, copii și cuburi (versuri pentru copii), Editura Ion Creangă, 1989
- 99 de poeme, Editura Cartea Românească, 1991
- Exerciții de-a muri (poeme), Editura Eminescu, 1991
- Iapa verde, Mînzul Poc și Băiatul fără toc (poveste), 1993
- Iubirea ca o mânză neagră (roman), Editura Eminescu, 1995
- Trandafiri în grădina cu iarnă (versuri), Editura Evenimentul, 1996
- Părtaș la domnie (poeme), Editura Eminescu, 1997
- E-te, sâc! (istorisiri pentru copii), România Press, 1997
- Obitus, apusul stelei (roman), Editura Eminescu, 1999
- Interiorul căderii (poezii), România Press, 2000
- Nouă luni cu Lelia (roman), România Press, 2000
- Doi (poeme), România Press, 2001
- Harap Alb și Harap Gri, Editura Bibliotecii Pedagogice Naționale "I.C. Petrescu", 2001
- Frunze sub copaci nebuni (teatru), România Press, 2002
- Plural în singurătate (versuri), Editura Bibliotheca, 2003
- Pretutindenea femei: pseudo-roman erotic, Editura Muzeului Literaturii Române, 2004
- Cărțulia cu bunici, Editura Pildner & Pildner, 2005
- Mirabile dictu: Antologie lirică, Editura Pildner & Pildner, 2005
- Jocuri, jocuri de copii, Editura Bibliotecii Pedagogice Naționale "I.C. Petrescu", 2006
- Iubirea mea,-n decembrie, pe seară, Editura Muzeului Literaturii Române, 2007
- Scrisori neexpediate: itinerar poetic, Editura Bibliotheca, 2007
- Apologia preludiului (roman), Editura Bibliotheca, 2008
- Mânzul Poc! și Iapa Verde și băiatul care pierde (piesetă într-un act), Editura Bibliotheca, 2008
- Pur și simplu (versuri), Editura Bibliotheca, 2010